# برايان مويناهان
برايان مويناهان (بالإنجليزية: Brian Moynahan)‏ هو مراسل عسكري ومؤرخ وصحفي بريطاني، ولد في 30 مارس 1941، وتوفي في 1 أبريل 2018.